# Gründungsinvestition
Unter einer Gründungsinvestition versteht man in der Betriebswirtschaftslehre Investitionen im Sachanlagevermögen, die bei der Unternehmensgründung anfallen.

## Allgemeines
Sachinvestitionen lassen sich nach ihrem Zweck in Gründungs-, Erweiterungs-, Ersatz- oder Rationalisierungsinvestition einteilen. Von diesen Investitionszwecken ist die Gründungsinvestition neben der Erweiterungsinvestition die risikoreichste, weil die übrigen Arten die Betriebsgröße nicht verändern und mehr oder weniger unausweichlich sind. Außerdem ist mit Gründungs- und Erweiterungsinvestitionen eine Erhöhung der Kapitalbindung verbunden. Gründungs- und Erweiterungsinvestitionen haben kapazitätserhöhende Wirkung, wodurch sich die Unternehmenserlöse und Gesamtkosten verändern.

## Arten
Gründungsinvestitionen geht eine eingehende Marktanalyse voraus, aus der sich der Umfang der vorzunehmenden Investitionen ergibt. Mit dem Umfang der Gründungsinvestitionen wird die erstmalige Betriebsgröße eines Unternehmens in seiner ersten Unternehmensphase festgelegt. Gründungsinvestitionen können betrieblich zu nutzende Grundstücke, grundstücksgleiche Rechte, Gebäude, technische Anlagen und Maschinen, Arbeitsgeräte oder Betriebs- und Geschäftsausstattung betreffen. Ihr Erwerb verursacht Anschaffungskosten, die als Investitionskosten in die Anlagenbuchhaltung einfließen. immaterielle Investitionen (etwa in Konzessionen, Lizenzen, Patente, Schutzrechte, Marken, entgeltlich erworbene Firmenwerte oder Forschung und Entwicklung) oder Finanzinvestitionen (etwa Kapitalbeteiligungen) sind zum weiteren Begriff der Gründungsinvestitionen zu rechnen.

## Gründe
Grundlage von Investitionsentscheidungen ist die Grenzleistungsfähigkeit des eingesetzten Kapitals. Ein Unternehmer wird nur dann investieren, wenn die Grenzleistungsfähigkeit des Kapitals den aktuellen Marktzins übersteigt. Erzielt eine Investition eine höhere Rendite als eine alternative Geldanlage, wird investiert und umgekehrt. Bei erwarteter Lebensdauer einer zu erwerbenden Maschine von 2 Jahren ergibt sich folgende Formel:
{\displaystyle AK=Q_{1}+{\frac {Q_{2}}{1+R}}}
Hierin sind

{\displaystyle AK} Anschaffungskosten der Investition

{\displaystyle Q_{1}} Nettoeinnahmen der Investition im ersten Jahr

{\displaystyle Q_{2}} Nettoeinnahmen der Investition im zweiten Jahr

{\displaystyle R} Grenzleistungsfähigkeit des Kapitals (Investitionsrendite)
Kostet beispielsweise eine Maschine 1.000 Euro bei zwei Jahren Lebensdauer und erwartet der Unternehmer im ersten Jahr 500 Euro und im zweiten Jahr 540 Euro Nettoeinnahmen durch die Maschine, so ergibt sich eine Grenzleistungsfähigkeit von 8 %. Liegt der Marktzins bei 7 %, wird investiert, liegt er über 8 %, unterbleibt die Investition.

## Wirtschaftliche Aspekte
Gründungsinvestitionen legen die anfängliche Quantität der Produktionsfaktoren fest, sollen sich am erwarteten Marktpotenzial orientieren und mögliche betriebliche Engpässe vermeiden. Sie betreffen im Regelfall die Sachanlagen (Faktor Betriebsmittel), bei personalintensiven Unternehmen das Personal (Faktor Arbeit). In der Regel geht mit dem erstmaligen Einsatz der Betriebsmittel auch eine Erhöhung der Personalkapazität einher, weil Maschinen von Menschen zu steuern oder überwachen sind. Die durch die Gründungsinvestition entstehenden Fixkosten (Abschreibungen, fixe Personalkosten) müssen durch die Deckungsbeiträge der produzierten Menge gedeckt werden. Weitere Folge von Gründungsinvestitionen ist eine Vorratshaltung für Roh-, Hilfs- und Betriebsstoffe, damit eine Produktion stattfinden kann. 
Gründungsinvestitionen wie bei Start-up-Unternehmen erfordern besondere Finanzierungsanstrengungen, die sich im aufzustellenden Finanzierungsplan niederschlagen müssen. Die Unternehmer müssen Eigenkapital durch Eigenfinanzierung einsetzen, sind wahrscheinlich auf Fremdkapital durch Fremdfinanzierung angewiesen und besitzen im Falle von Existenzgründungen die Möglichkeit, unter bestimmten Bedingungen finanzielle Fördermittel des Staates in Form von Gründungszuschüssen und anderen Beihilfeformen zu erhalten.
Bilanziell führen Gründungsinvestitionen bei vorhandener Finanzierung zu einem Aktivtausch, weil sie – bei gegebener Eigen- und Fremdfinanzierung – aus liquiden Mitteln bezahlt werden. Eine weitere Finanzierungsquelle können Sacheinlagen sein, wenn etwa ein Unternehmer Grundstücke aus seinem Privatvermögen dem zu gründenden Unternehmen unentgeltlich zur Verfügung stellt. Sacheinlagen führen zur Bilanzverlängerung, da die Grundstücke zu aktivieren und die Kapitaleinlage als Eigenkapital zu passivieren sind. Alle der Gründungsinvestition nachfolgenden Investitionen, nämlich die Erweiterungs-, Ersatz- und Rationalisierungsinvestition, werden auch als Folgeinvestition bezeichnet.